# Митогаку
Митогаку (水戸学) — философско-научная школа Японии 17-19 веков. Берет свое начало в области Мито (современная префектура Ибараки), когда Токугава Мицукуни основал в 1647 году исторический исследовательский институт Сёкокан для составления «Дай Нихон си» («История великой Японии»). Помимо этого, составляются книги на различные тематики, такие как литература, поэзия, астрономия, календарная наука, арифметика, география, синтоизм, военная наука и библиография. Мицукини не оставил без внимания создание северокорейского и самурайского правительств — основной темой исследования было то, каким образом их можно рационализировать. Школа ранее также называлась «Суйфу-но гаку» и «Тэмпогаку», но после реставрации Мэйдзи обрела свое современное название.
В зависимости от периода в истории школы, различается и направленность учения, хотя основной целью остается идея национальных исследований. Таковых этапов можно выделить два.
Ранняя школа представлена такими учёными, как Асака Тампаку (1656—1737), Сасса Мунэкиё (1640—1698), Курияма Сэмпо (1671—1706) и Миякэ Канран (1673—1718). Их подход был основан на конфуцианском и неоконфуцианском историческом взгляде. Согласно ему, историческое развитие следовало моральным законам, которые фиксировали исторические факты таким образом, чтобы в итоге из них можно было извлечь политические и моральные уроки.
Поздняя школа митогаку берет начало в середине 18 века как результат социальных и политических изменений в Японии с усилением интереса со стороны запада. Истоком направления считается Сэймэйрон, автором которого является Фудзита Юкоку (1774—1826). В нём он объяснил необходимость строго соблюдать иерархию лорд-вассал для социальной стабильности. Позже он стал пропагандистом самурайского движения Сонно Дзёи, примером которого является знаменитый слоган «Да здравствует Император, долой варваров!». В отличие от раннего этапа, исследования поздней школы больше походили на «школу мысли». Учение носит смешанный характер; было основано на этике конфуцианской школы Чжу Си, «единстве теории и действия» школы Ван Янмина, институциональном подходе учения Огю Сораи (1666—1728) и нео-синтоистском «Национальном обучении». Помимо этого, школа также вбирала знания из медицины, астрономии и других естественных наук.
После реставраций Мэйдзи, школа митогаку отчасти продолжала свое существование в форме духовной традиции Японии, развивала концепцию кокутай («Национальное тело»). После Второй мировой войны исследования школы Мито стали негативно восприниматься как идея, поддерживающая систему Императора. В настоящее время она исследуется Историческим обществом Мито. В январе 2018 года было основано «Митогаку но Мити» в качестве инициативы по развитию туризма.